# 金時煥
金時煥（英語：Sihwan Kim，1988年12月4日—），美籍韓裔男子職業高爾夫球運動員，曾經分別在亞洲巡迴賽及歐洲巡迴賽都贏過一次冠軍，亦於LIV高爾夫中作賽。

## 早年生活
金時煥生於韓國首爾，幼年時隨同父母移居美國加利福尼亞州。中學時已經是高爾夫球校隊隊長，之後考入了史丹佛大學，亦加入了該學校的高爾夫球校隊，並於2008年獲選為Pac-10年度最佳新生。2011年轉打職業球賽。